# آرتس‌واد
آرستوود (به لاتین: Aartswoud) یک روستا در هلند با جمعیت ۴۹۰ نفر است که در Opmeer واقع شده‌است.